# St Helen Auckland
St Helen Auckland – wieś w Anglii, w hrabstwie Durham. Leży 18 km na południowy zachód od miasta Durham i 363 km na północ od Londynu.